# Hahnenhof (Oberschlettenbach)
Der Hahnenhof ist ein Wohnplatz, der zur Ortsgemeinde Oberschlettenbach gehört und sich mittlerweile im Besitz der Evangelische Kirche der Pfalz befindet.

## Lage
Der Hahnenhof befindet sich im östlichen Teil der Gemarkung der Ortsgemeinde Oberschlettenbach. In unmittelbarer Nähe verläuft der Erlenbach, der in diesem Bereich von rechts den Langwiesengraben aufnimmt. Östlich erhebt sich der 330 m hohe Kippenkopf und südlich der 428 m hohe Rödelstein.

## Geschichte
Der Hahnenhof entstand um 1890. Im Laufe der Zeit war er spätestens in den 1980er Jahren heruntergekommen. Aus diesem Grund wurde er im Zeitraum von 1987 bis 1993 renoviert. Seither dient der Hahnenhof als Freizeitheim der in Wörth am Rhein ansässigen Evangelischen Jugendzentrale Germersheim. Bereits 1987 gründete sich schließlich der Trägerverein Hahnenhof. Seit dem 17. November 1988 trägt dieser den Zusatz eingetragener Verein. 

## Verkehr
Der Hahnenhof liegt an der Landesstraße 490, die von Niederschlettenbach bis nach Queichhambach führt. In diesem Bereich zweigt von ihr die Kreisstraße 9 zum Oberschlettenbacher Kernort ab. Zudem ist er über die von der Queichtal Nahverkehrsgesellschaft betriebene Buslinie 525 des Verkehrsverbundes Rhein-Neckar an das Nahverkehrsnetz angebunden, die nach Bad Bergzabern und Annweiler am Trifels führt.